# Serhij Sapronov
Serhij Valentinovič Sapronov (in ucraino Сергій Валентинович Сапронов?; Černihiv, 21 ottobre 1961) è un ex calciatore e allenatore di calcio ucraino.

## Carriera da giocatore
Ha iniziato la sua carriera come giocatore al Desna Černihiv. Ha giocato anche per il CSKA Kiev Nyva Vinnycja, Veres Rivne, Zirka e al Bukovyna Černivci. Nel 1996 si è trasferito nuovamente al Desna Černihiv per poi terminare la sua carriera da calciatore nel 2000.

## Carriera da allenatore
Dopo essersi ritirato dal calcio come calciatore, ha lavorato per qualche tempo come assistente dell'allenatore del Desna Černihiv e dal 2002 al 2005 ha diretto la squadra di calcio amatoriale Nizhyn. Nel periodo 2005-2007 ha lavorato come allenatore-insegnante della Scuola di Sport dello Spartak. Nel 2008 è stato nominato capo allenatore della squadra di calcio femminile Lehenda Černihiv. Nel 2012, Sergei è lasciato la carica di capo allenatore della squadra Lehenda Černihiv di sua spontanea volontà. Nel 2013 è stato nominato allenatore della nazionale ucraina U15.Nel 2019 è stato nominato allenatore dello Zhytlobud-1 Charkiv.